# Wilma Vermaat
Willemina (Wilma) Vermaat (Zetten, 14 mei 1873 - Blaricum, 20 maart 1967) was een Nederlandse schrijfster met een duidelijk christelijke signatuur die een groot deel van haar leven in Oosterhuizen heeft gewoond en in de nabijheid daarvan begraven is. Ze publiceerde onder de 'nom de plume' van Wilma. Zij debuteerde in 1907 met het verhaal 'Oude vrijster', in Ons Tijdschrift.

## Levensloop
Haar moeder overleed toen zij elf jaar was, en zij werd opgevoed door een zeer gelovige tante. Haar vader was leraar maar nogal van het gezin vervreemd. Haar neef dr. J.H. Gerretsen, hofpredikant, ging de doopdienst van Juliana voor. Ze deed kweekschool en ging in Apeldoorn in het onderwijs werken, maar raakte rond haar twintigste in een persoonlijke psychische en ook lichamelijke crisis. Hiervan hersteld, raakte zij tijdens de Eerste Wereldoorlog betrokken bij groepen die hulp verleenden aan oorlogsslachtoffers en vluchtelingen. Ze sloot zich aan bij de pacifistische beweging onder leiding van Kees Boeke. Samen met twee zusters ging ze in de jaren twintig in een huis in de bossen bij Beekbergen wonen, de Neumshutte. Ze was een productief schrijfster met een vast eigen publiek, dat ze in de loop der jaren bediende met meer dan veertig romans en novellen. Ze was bevriend met mensen als Willem de Mérode, Roel Houwink, Jo Ypma, H.M. van Randwijk, Bert Bakker en Klaas Heeroma.
Anekdote: Zij sprak nimmer een onwaarheid, en toen in de oorlog de Duitsers aan haar deur klopten en haar vroegen of zij ook onderduikers had, antwoordde zij hierop dan ook naar waarheid met "ja"; de Duitsers dachten echter dat ze voor het lapje werden gehouden en vertrokken weer.
Bij haar begrafenis op de begraafplaats Koningsweg te Beekbergen was dominee Jan Buskes aanwezig. Ten zuiden van de buurtschap Oosterhuizen, waar zij heeft gewoond, is een straat naar haar genoemd, de Wilmalaan. Ook staat er sinds 2009 een standbeeld van haar in het centrum van Beekbergen.

## Werk
Haar centrale thema als schrijfster is weleens 'het pijnlijk raadsel van het lijden' genoemd. Zij bracht haar persoonlijke overtuigingen ook nadrukkelijk zelf in de praktijk.
Haar werk God's gevangene uit 1923 veroorzaakte veel opschudding ten tijde van de publicatie; het gaat over een homoseksuele onderwijzer die in zijn kleindorpse omgeving als een paria wordt behandeld en uiteindelijk vrede vindt in een platonische liefde tot God. Willem de Mérode inspireerde Wilma. Hans Werkman zei er dit over: "Het was in christelijke kring de eerste roman waarin onbevangen over homofilie werd gesproken, en dat in verdedigende zin. Dat was revolutionair, en iedereen in christelijk Nederland schreef het de grond in. Ze werd echt vreselijk afgekraakt."

## Postuum
In de jaren 1980 werd de Wilma-stichting opgericht. Die stichting bestudeerde en gaf bekendheid aan leven en werk van de schrijfster. Ze organiseerde jaarlijks een Wilma-dag, organiseerde lezingen, verzorgde heruitgaven van haar werk, beheerde een archief, en gaf het het informatieblad "Wilmare" uit. Ook kwam er in 1992 een biografie. Het bestuur bestond vooral uit predikanten. De laatste Wilma-dag was in 2001; de stichting werd in 2007 opgeheven.